# Batalla de Berlín
La batalla de Berlín va ser una de les batalles finals de la Segona Guerra Mundial a Europa. Entre els soviètics és coneguda com l'"Operació Ofensiva de Berlín", en què dos Grup d'Exèrcits soviètics van atacar la ciutat des del sud i des de l'est, mentre que un tercer feia retirar-se les forces situades al nord.
Des del 16 de gener de 1945, l'Exèrcit Roig trencà les línies del front alemany com a resultat de l'ofensiva del Vístula-Oder, avançant ràpidament cap a l'oest a un ritme d'entre 30 i 40 kilòmetres diaris, a través de la Prússia Oriental, la Baixa Silèsia, la Pomerània Oriental i la Silèsia Superior, aturant-se temporalment a 60 kilòmetres a l'est de Berlín, a la riba del riu Oder. Durant l'ofensiva, dos Fronts (grups d'exèrcits) soviètics van atacar la capital des de l'est i des del sud, mentre que un tercer superava les forces alemanyes situades al nord de Berlín. La batalla de Berlín s'estengué des de darreres hores del 20 d'abril de 1945 i el matí del 2 de maig, i va ser una de les batalles més sanguinolentes de la història.
Els primers preparatius defensius als afores de Berlín van començar el 20 de març, quan el recentment nomenat comandant del Grup d'Exèrcits Vístula General Gotthard Heinrici, va preveure correctament que la principal amenaça soviètica vindria des del riu Oder. Abans que s'iniciés la batalla principal a Berlín, els soviètics aconseguiren encerclar la ciutat com a resultat de batalles menors als turons Seelow i a Halbe. Durant el 20 d'abril de 1945, el 1r Front de Belarús, comandat pel Mariscal Gueorgui Júkov començà a bombardejar el centre de la ciutat, mentre que el 1r Front d'Ucraïna del Mariscal Ivan Koniev avançava cap al nord cap a les darreres formacions del Grup d'Exèrcits Centre. Les defenses alemanyes estaven dirigides per Helmuth Weidling, i consistien en diverses divisions de la Wehrmacht i de les Waffen-SS, desorganitzades i mal equipades, així com membres del Volkssturm i de les Joventuts Hitlerianes. En els dies següents, els soviètics van avançar ràpidament per la ciutat i arribaren al centre de la ciutat, conquerint el  Reichstag el 30 d'abril després de combats ferotges.
Abans que finalitzés la batalla, el Führer alemany Adolf Hitler i diversos dels seus immediats seguidors es van suïcidar. Els defensors de la ciutat es van rendir el 2 de maig. Tanmateix, la lluita prosseguí al nord-oest i al sud-oest fins al final de la guerra a Europa el 8 de maig (9 de maig a l'URSS); mentre que les unitats alemanyes es dirigien cap a l'oest per tal de poder-se rendir als Aliats occidentals abans que no pas als soviètics.

## Rerefons
El 12 de gener de 1945, l'Exèrcit Roig inicià l'Ofensiva del Vístula-Oder a través del riu Narew i des de Varsòvia, una operació de 3 dies en un front que incorporà 4 Fronts d'Exèrcits. El quart dia, l'Exèrcit Roig aconseguí trencar les línies alemanyes, tornant a dirigir-se cap a l'oest, amb avanços d'entre 30 i 40 km diaris, conquerint els països bàltics, Danzig, Prússia Oriental i Poznań, arribant fins a només 60 km a l'est de Berlín, a la riba del riu Oder.
El recentment creat Grup d'Exèrcits Vístula, sota el comandament del Reichsführer-SS Heinrich Himmler, intentà realitzar un contraatac el 24 de febrer, però fracassà. Llavors, l'Exèrcit Roig es dirigí cap a Pomerània, netejant la riba dreta de l'Oder i dirigint-se cap a Silèsia.
Al sud tenia lloc la batalla de Budapest, fracassant fins a 3 intents alemanys per rellevar la guarnició de la capital hongaresa, que es trobava encerclada (caigué el 13 de febrer). De nou, els alemanys van tornar a contraatacar, car Hitler insistia a reconquerir el triangle Drau-Danubi, amb l'objectiu d'assegurar la regió petrolera de Nagykanizsa i de reconquerir els accessos fins al Danubi per a operacions futures. Les tropes alemanyes tenien davant seu una tasca impossible. El 16 fracassà l'ofensiva del llac Balaton, i amb prou feines 24 hores, l'Exèrcit Roig contraatacava i reconqueria tot el que els alemanys havien guanyat en 10 dies. El 30 de març els soviètics van entrar a Àustria i, durant l'ofensiva de Viena, van capturar la ciutat el 13 d'abril.
En aquells moments era clar que la desfeta del Tercer Reich ja era només una qüestió de setmanes. La Wehrmacht havia perdut entre juny i setembre de 1944 més d'un milió d'homes, i tenia, com a màxim, un 8% del combustible que necessitava per operar efectivament, i tant la producció com la qualitat dels caces i dels tancs havien caigut des de les puntes de 1944. Tanmateix, era clar que la lluita seria tan ferotge com abans. Els alemanys lluitarien amargament pel seu orgull nacional, els aliats exigien la rendició incondicional i, a més, comprarien temps perquè la població pogués fugir cap a l'oest.
Adolf Hitler decidí restar a la ciutat fins al final, en contra dels desigs dels seus consellers. El 12 d'abril, Hitler escoltà a la ràdio que el President americà Franklin D. Roosevelt havia mort. Això ràpidament aixecà falses esperances al Führerbunker sobre la salvació de Berlín, com ja havia passat abans quan Berlín havia estat amenaçada d'invasió (veure El miracle de la Casa de Brandenburg.)
Els aliats occidentals havien traçat plans per llançar paracaigudistes en cas d'un desmoronament sobtat alemany. Aquests plans van realitzar-se recordant el col·lapse sobtat i el final de la I Guerra Mundial, i així es podrien capturar tant presoners com documentació important abans que es perdessin (Veure Operació Eclipsi). Tanmateix, no es realitzà cap pla per arribar a la ciutat per terra. El General Dwight D. Eisenhower deia que no calia tenir baixes atacant una ciutat que després de la guerra estaria dins de l'esfera d'influència soviètica. A més, Eisenhower estava amoïnat per les baixes que es poguessin causar pel foc amic quan es trobessin amb els soviètics. Per tant, la principal contribució dels aliats occidentals va ser el bombardeig estratègic de Berlín. Durant 1945, la USAAF llançà un munt de bombardeigs de dia sobre Berlín, a més de 36 nits d'atacs successius per part dels Mosquitos de la RAF, i finalitzà la nit del 20 al 21 d'abril de 1945, tot just abans que els soviètics entressin a la ciutat.

## Preparatius
L'ofensiva soviètica a l'Alemanya Central (el que posteriorment esdevindria l'Alemanya Oriental) tenia dos objectius: Stalin no creia que els aliats occidentals ocupessin territori ocupat pels soviètics a la zona soviètica en la postguerra, per la qual cosa començà l'ofensiva en un front ben ample i movent-se ràpidament cap a l'oest, per tal de trobar-se amb els aliats Occidentals tant a l'oest com fos possible. Però l'objectiu principal era conquerir Berlín. Ambdós objectius eren complementaris, car la possessió de la zona no seria total i possible fins que la ciutat de Berlín fos capturada. Una altra consideració era que el mateix Berlín fos útil per la postguerra, incloent-hi Adolf Hitler i el programa alemany de la bomba atòmica. El 6 de març, Hitler nomenà al Tinent General Helmuth Reymann com el comandant de la defensa de la zona de Berlín, substituint al Tinent General Bruno Ritter von Hauenschild.
El 20 de març, el General Gotthard Heinrici va ser nomenat Comandant en Cap del Grup d'Exèrcits Vístula, substituint al Reichsführer-SS Heinrich Himmler. Heinrici era un dels millors tàctics defensius de l'Exèrcit alemany. Immediatament començà a traçar plans defensius. Heinrici va preveure correctament que la principal amenaça soviètica vindria des del riu Oder i des de la principal Autobahn est-oest. Va decidir no intentar defensar les vores de l'Oder amb res més que forces purament testimonial. Al seu lloc, va fer que els enginyers fortifiquessin els turons de Seelow, des dels quals es podia veure el punt per on l'Autobahn travessava l'Oder. Aquest punt es trobava a uns 17 km a l'est de l'Oder i a 90 km a l'est de Berlín. Heinrici va retirar forces d'altres zones per incrementar el nombre de defensors dels turons. Els enginyers van inundar tota la zona, alliberant les aigües d'una reserva, situant al darrere 3 cinturons d'emplaçaments defensius. Aquests emplaçaments arribaven fins als afores de Berlín (les línies més properes a Berlín eren anomenades la posició de Wotan). Aquestes línies consistien en emplaçaments antitanc, nius de metralladores i una extensió de trinxeres i búnquers.
El 9 d'abril, Königsberg finalment va caure en mans de l'Exèrcit Roig. Això va permetre que el 2n Front de Belarús del Mariscal Rokossovski es pogués desplaçar cap a la riba est de l'Oder. Durant les dues primeres setmanes d'abril, l'Exèrcit Roig portà a terme el redesplegament més veloç de la guerra. El Mariscal Júkov va concentrar el seu 1r Front de Belarús davant dels turons de Seelow, ocupant el 2n Front Belarús les posicions que aquest havia abandonat. Mentre que aquest desplegament tenia lloc, les restes del II Exèrcit del General Dietrich von Saucken, que havien quedat atrapades a Danzig, van aconseguir escapar a través del delta del Vístula. Al sud, el Mariscal Koniev movia el seu 1r Front d'Ucraïna des de l'Alta Silèsia cap al riu Neisse.
Els 3 fronts soviètics sumaven dos milions i mig d'homes (incloent-hi 78.556 soldats del 1r Exèrcit polonès), 6.250 tancs, 7.500 avions, 41.600 peces d'artilleria i morters, 3.255 llançadors de coets Kaiuixa (els anomenats Orgues de Stalin), i 95.383 vehicles motoritzats (molts d'ells de fabricació americana).

## Batalla de l'Oder-Neisse
El sector on començà la lluita va ser als turons de Seelow, la major línia defensiva als voltants de Berlín. La batalla dels turons Seelow va ser una de les darreres batalles de posicions de la Segona Guerra Mundial. Durà 4 dies (entre el 16 i el 19 d'abril de 1945), i enfrontà gairebé un milió de soldats de l'Exèrcit Roig, amb més de 20.000 tancs i peces d'artilleria per trencar les Portes de Berlín, defensades per uns 100.000 soldats alemanys i uns 1.200 tancs i canons. Les tropes soviètiques de Júkov superaren les posicions defensives, amb unes pèrdues de 30.000 homes, mentre que els alemanys en perdien uns 12.000
El 19 d'abril, el 1r Front de Belarús aconseguí travessar la línia final dels turons, quedant només un munt de formacions malmeses entre ell i Berlín. El 1r Front d'Ucraïna, havent capturat Forst el dia abans, avançava camp a través. Per un altre costat, el 3r Exèrcit de la Guàrdia del General Gordov, el 3r Blindat de la Guàrdia del General Ribalko i el 4t Blindat de la Guàrdia del General Leliuixenko es dirigien cap al nord-est, direcció Berlín, mentre que d'altres exèrcits es dirigien cap a l'oest per trobar-se amb les forces dels Estats Units a l'Elba. Amb aquests avanços, les tropes soviètiques establien una cunya entre el Grup d'Exèrcits Vístula al nord i el Grup d'Exèrcits Centre al sud. Al final del dia, la línia de front alemanya al nord de Frankfurt, al voltant de Seelow i al sud cap a Forst havia desaparegut. Això permeté als fronts soviètics envoltar al IX Exèrcit en una gran bossa a l'oest de Frankfurt. Els intents del IX Exèrcit per escapar de la bossa van acabar en la batalla de Halbe. El cost per a les forces soviètiques entre l'1 i el 19 d'abril va ser molt alt, amb 2.807 tancs perduts, incloent-n'hi 727 als turons de Seelow.

## Encerclament de Berlín

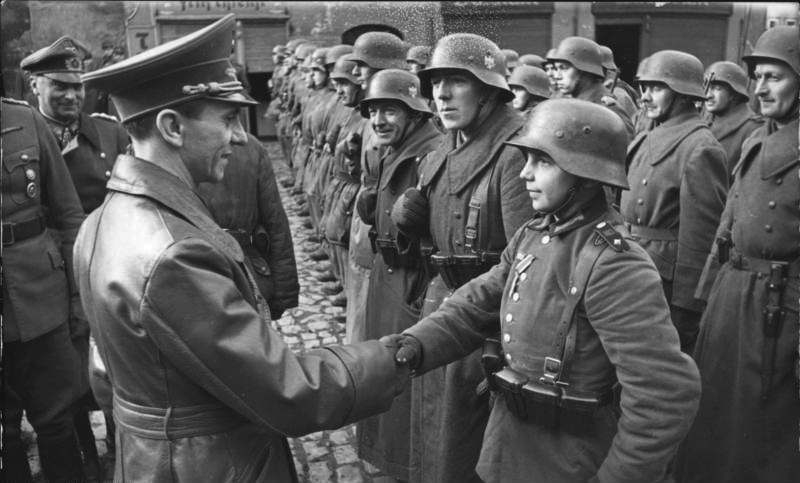
9 de març de 1945. Joseph Goebbels lliurant la Creu de Ferro de II Classe a Willi Hübner, un membre de les Joventuts Hitlerianes de 16 anys, després de la captura de Lauban

El 20 d'abril, aniversari de Hitler, l'artilleria del 1r Front Belarús començà a bombardejar el centre de la ciutat, i no s'aturà fins a la rendició de la ciutat. Després de la guerra, els soviètics afirmaren que el pes d'explosius llançats sobre la ciutat per la seva artilleria durant la batalla era més gran que el tonatge de bombes llançat pels bombarders dels Aliats Occidentals sobre la ciutat. El 1r Font Belarús avançà cap a l'est i el nord-est de la ciutat. El 1r Front Ucraïnès havia superat les darreres formacions de l'ala nord del Grup d'Exèrcits Centre, arribant al nord de Juterbog, i apropant-se a les línies americanes a l'Elba a Magdeburg. Al nord, entre Stettin i Schwedt, el 2n Front Belarús atacà el flanc nord del Grup d'Exèrcits Vístula, reforçat pel III Panzerarmee del General von Manteuffel.
El 21 d'abril, el 2n Exèrcit Blindat de la Guàrdia de Semió Bogdanov avançà uns 50 km al nord de Berlín, per atacar cap al sud-oest de Werneuchen. D'altres unitats soviètiques van arribar a l'anell defensiu exterior. El pla soviètic consistia a encerclar la ciutat i així atrapar al IX Exèrcit.
El comandament del V Cos atrapat amb el IX Exèrcit al nord de Forst, passà del IV Exèrcit Panzer al IX Exèrcit. El cos encara estava a Cottbus. Quan l'antic flanc sud del IV Exèrcit Panzer va tenir alguns èxits locals contraatacant cap al nord contra el 1r Front Ucraïnès, Hitler donà ordres on es feia palès que el seu geni militar s'havia esfumat. Ordenà al IX Exèrcit que mantingués Cottbus i que formés un front encarat a l'oest. Llavors s'haurien de trobar amb el IV Exèrcit Panzer (que venia des del sud) i envoltar al 1r Front Ucraïnès abans de destruir-lo. Serien precedits per un atac al sud del III Exèrcit Panzer, i havien d'estar preparats per ser el braç sud d'un atac en pinça que envoltaria al 1r Front de Belarús, el qual seria finalment destruït pel Destacament d'Exèrcit del General-SS Felix Steiner, que avançava des del nord de Berlín. Aquell mateix dia, quan Steiner va fer palès que no tenia prou divisions per fer-ho, Heinrici va exposar clarament a l'Estat Major de Hitler que llevat que el IX Exèrcit es retirés immediatament, de ben segur que no trigaria a trobar-se envoltat pels soviètics. Era massa tard per moure's al nord-oest de Berlín, i s'havien de retirar cap a l'oest. Heinrici va fer palès que si Hitler no li permetia moure's cap a l'oest, li demanaria ser rellevat del seu comandament.
El 22 d'abril, després de la seva conferència vespertina, Hitler caigué en un estat completament irat quan s'adonà que les ordres que havia donat el dia abans no estaven sent acomplides. Afirmà que la guerra estava perduda, culpà al generals i anuncià que continuaria a Berlín fins al final i que, en tot cas, acabaria suïcidant-se. En un intent de calmar a Hitler, el General Jold especulà que si el XII Exèrcit del General Wenk, que en aquells moments es trobava davant dels americans, podia anar fins a Berlín perquè els americans, encara a l'Elba, tindrien dificultats per dirigir-se cap a l'est. Hitler es va fer seva la idea i poques hores després Wenk rebé l'ordre de separar-se dels americans i dirigir al XII Exèrcit cap al nord-est per ajudar Berlín. Va ser llavors quan es van adonar que si el IX Exèrcit es dirigia cap a l'oest, podria enllaçar amb el XII Exèrcit.
Lluny de la sala de mapes del Führerbunker de Berlín, amb els seus atacs imaginaris realitzats per divisions fantasmes, els soviètics continuaven en la seva tasca de guanyar la guerra. El 2n Front de Belarús havia establert un cap de pont a la riba est de l'Oder amb una fondària de 15 km i es trobava enfrontant-se amb el III Exèrcit Panzer. El IX Exèrcit havia perdut Cottbus i es veia pressionat des de l'est. Un corresponsal de guerra ja informava que la capital ja estava a l'abast de l'artilleria soviètica, mentre que els primers tancs ja penetraven a l'anell defensiu interior de Berlín.
Un corresponsal de guerra soviètic donà el següent resum, en l'estil del periodisme rus de la Segona Guerra Mundial, d'un fet de gran importància succeït aquell dia: la capital estava a l'abast de l'artilleria de camp:
| « | Als murs de les cases veiem les crides de Goebbels, els gargots precipitats pintats en color blanc: "Cadascun dels alemanys defensarà la seva capital. Hem d'aturar les hordes roges a les muralles de Berlín." Només intenteu-ho i atureu-los! Fortins d'acer, barricades, mines, trampes, esquadres suïcides amb granades aferrades a les mans – tots queden de costat davant la incessant marea Un lleuger plugim comença a caure. Prop de Bisdorf veig les bateries que es preparen per obrir foc. "Quin és l'objectiu?", li pregunto al comandant de la bateria. "El centre de Berlín, els ponts de Spree, i les estacions del nord i Stettin", m'ha respost. Llavors venen les tremendes paraules del comandament: "Obriu foc contra la capital de l'Alemanya feixista". He apuntat l'hora. Eren exactament les 08:30 del matí del 22 d'abril. Noranta sis obusos han caigut en el centre de Berlín en el transcurs d'uns pocs minuts. | » |

El 23 d'abril, els 1rs Fronts de Belarús i Ucraïna van continuar estrenyent el setge. Elements de 1r Front Ucraïnès van continuar movent-se cap a l'oest per trobar-se amb el XII Exèrcit alemany, que es dirigia a socórrer Berlín. El mateix dia, Hitler anomenà al General Helmuth Weidling com a comandant de la zona de defensa de Berlín, reemplaçant al Tinent General Reymann. El 24 d'abril es va completar l'encerclament; i l'endemà, s'inicià la penetració de Berlín, amb unitats soviètiques introduint-se per l'anell defensiu S-Bahn. Al vespre ja no hi havia cap mena de dubte de què la guarnició de Berlín no podria fer res llevat retardar la captura de la ciutat pels soviètics, mentre que les etapes decisives de la lluita ja havien tingut lloc als afores de la ciutat.

## La lluita a Berlín
Les forces de què disposava Weidling per a la defensa de la ciutat incloïen a moltes divisions de la Wehrmacht i de les Waffen-SS malmeses, sumant uns 45.000 homes. A aquests se'ls ha d'afegir forces provinents de la policia, nois reclutats de les Joventuts Hitlerianes i el Volkssturm. Molts dels 40.000 vells del Volksstrum havien servit a l'exèrcit quan eren joves, i els havia que fins i tot eren veterans de la I Guerra Mundial. El comandant del districte central (que incloïa la Cancelleria del Reich i el Führerbunker), SS-Brigadeführer Wilhelm Mohnke, el qual havia estat nomenat al càrrec pel mateix Hitler, tenia uns 2.000 homes a les seves ordres. Weidling organitzà les defenses en 8 sectors designats per lletres (de la A a la H), cadascun d'ells comandat per un coronel o fins i tot per un general, però molts sense experiència de combat. A l'oest de la ciutat es trobava la 20a Divisió d'Infanteria Motoritzada, al nord es trobava la 9a Divisió Paracaigudista; al nord-est, la Divisió Panzer Muncheberg; i al sud-est i a l'est de l'Aeroport de Tempelhof es trobava l'11a Divisió Panzergrenadier-SS Nordland. La reserva estava formada per la 18a Divisió Panzergrenadier, i estava situada al districte central de Berlín.
Si bé el destí de Berlín estava segellat, ja que les etapes decisives de la batalla ja havien tingut lloc fora de la ciutat, la resistència dins de la ciutat continuà. El 23 d'abril, el 5è Exèrcit de Xoc de Berzarin i el 1r Exèrcit Blindat de la Guàrdia de Mikhail Katuzov van assaltar Berlín des del sud-est i després d'un contraatac del LVI Cos Panzer al vespre del 24, van arribar a l'anell defensiu situat al nord del canal de Teltow. Paral·lelament, de totes les forces a les quals s'havia ordenat reforçar les defenses interiors de Berlín, només arribà un petit contingent de voluntaris francesos de la SS comandats pel Brigadeführer Gustav Krukenberg. El 25, Krukenberg va ser nomenat comandant del Sector Defensiu C, el sector que suportaria més pressió de l'assalt soviètic a la ciutat.

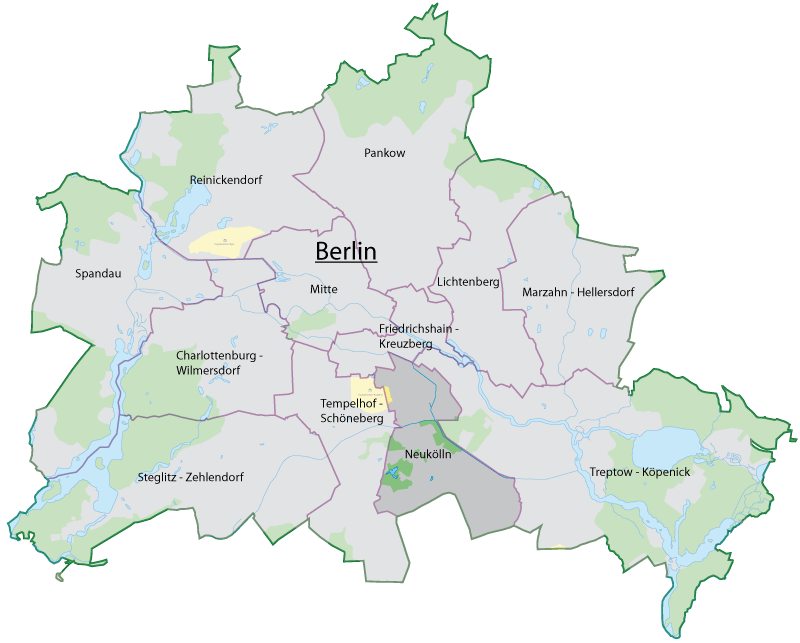
La localització de Neukölln

El 26 d'abril el General der Artillerie Helmuth Weidling va ser nomenat comandant de la Zona Defensiva de Berlín. El 8è Exèrcit de la Guardia del General Txuikov i el 1r Exèrcit Blindat de la Guardia van atacar l'aeroport de Tempelhof, havent lluitat tot el camí a través dels suburbis del sud, tot just dins de l'anell defensiu del S-Bahn, on es trobà amb resistència de la Divisió Müncheberg; però l'endemà, les afeblides divisions Müncheberg i Norland, que defensaven la zona sud-est, s'encaraven a 5 exèrcit soviètics: d'est a oest hi havia el 5è Exèrcit de Xoc, el 8è Exèrcit de la Guardia, el 1r Exèrcit Blindat de la Guàrdia i el 3r Exèrcit Blindat de la Guàrdia del General Ribalko (part del 1r Front Ucraïnès) van veure's obligats a retirar-se, prenent posicions defensives als voltants de Hermannplatz. Krukenberg informà al General Krebs, cap de l'Estat Major del OKH que en només 24 hores la Nordland hauria de tornar al sector central Z (de Zentrum) L'avanç soviètic cap al centre de la ciutat va realitzar-se sobre els següents eixos: des del sud-est, a través del Frankfurter Allee (acabant i sent aturat a l'Alexanderplatz); des del sud a través del Sonnen Allee, acabant al nord de la Belle Alliance Platz; des del sud acabant prop de la Potsdamer Platz i des del nord acabant prop del Reichstag. El Reichstag, el pont de Moltke, l'Alexanderplatz i els ponts de Havel a Spandau van ser els llocs on la lluita va ser més ferotge, amb combats casa per casa i cos a cos. Els contingents estrangers de les SS van figurar entre els més ferotges, car lluitaven ideològicament motivats i creien que no viurien si eren capturats.

### Batalla pel Reichstag

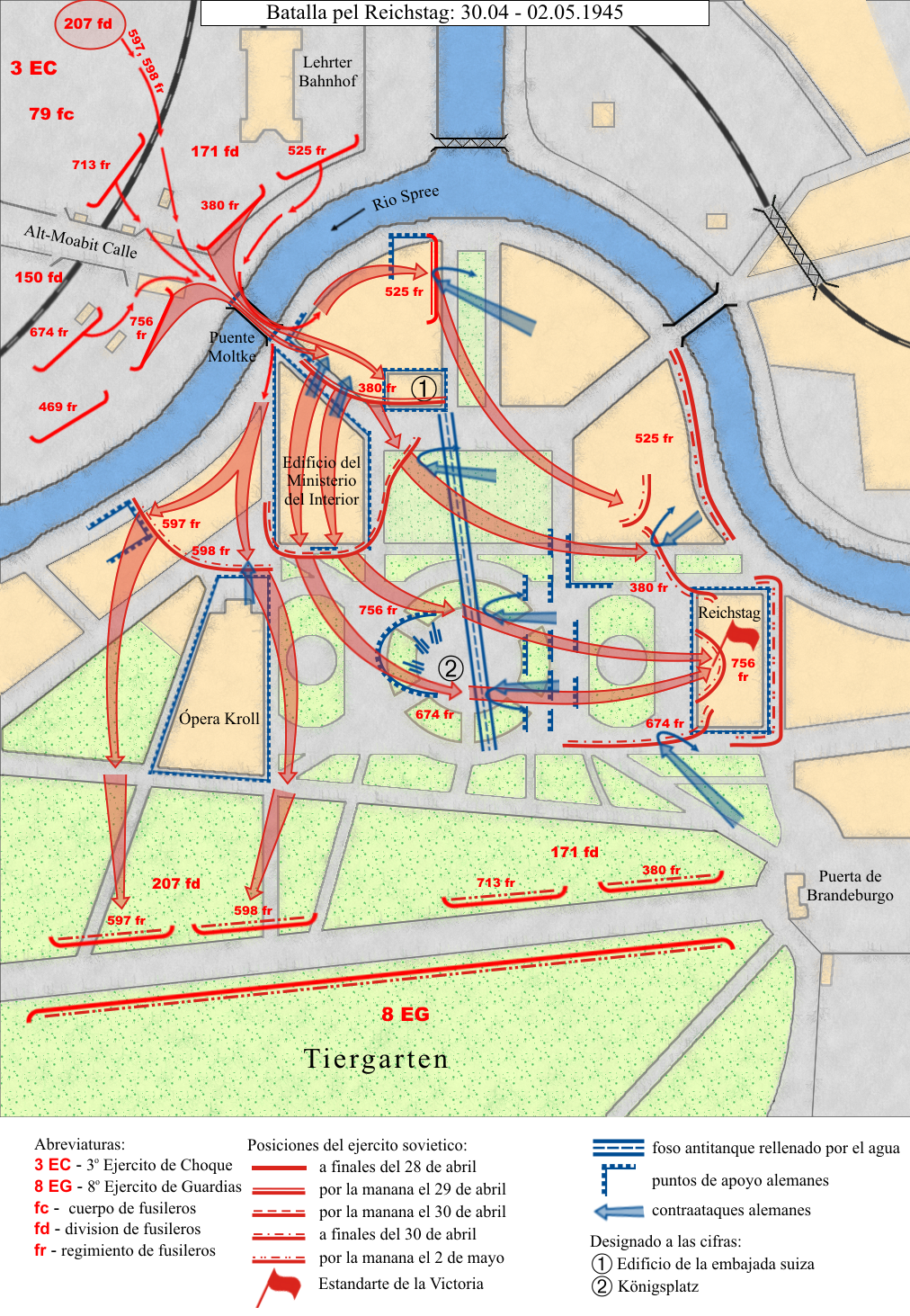
Batalla pel Reichstag.

Durant les primeres hores del 29 d'abril, el 3r Exèrcit de Xoc travessà el Pont Moltke i començà a posicionar-se pels carrers i pels edificis dels voltants. Els assalts inicials als edificis, incloent-hi el del Ministeri de l'Interior, van ser controlats per manca d'artilleria, però quan els ponts van ser reparats, l'artilleria va poder moure's per donar suport a l'atac. A les 4:00, al Führerbunker, Hitler signà les seves darreres voluntats i testament, i poc després, es casà amb Eva Braun. A l'albada, els soviètics van tornar amb el seu assalt des del sud-est. Després d'una lluita ferotge, van aconseguir conquerir el Quarter General de la Gestapo a Prinz-Albrechtstrasse, però un contraatac de forces de les Waffen-SS va obligar els soviètics a retirar-se de l'edifici. Dirigint-se cap al sud-oest, el 8è Exèrcit de la Guàrdia atacava des del nord a través del canal de Landwehr cap al Tiergarten.
L'endemà, 30 d'abril, els soviètics havien solucionat els seus problemes amb els ponts i amb suport d'artilleria van llançar un atac sobre el Reichstag a les 6:00, però donat les trinxeres i el suport de canons de 1288 mm situats a la flak tower del zoo de Berlín (a 2 km), no va ser fins al vespre que els soviètics no van poder internar-se a l'edifici. El Reichstag no es feia servir des de 1934 quan s'incendià, i l'interior no semblava gens un edifici governamental. Les tropes alemanyes, aprofitant els desperfectes de l'edifici, van poder-lo atrinxerar mentre que esperaven l'atac. Tingué lloc un combat ferotge cambra per cambra. A les 01:30 de l'1 de maig, les tropes soviètiques aconseguiren arribar al terrat de l'edifici i onejar la bandera de la Victòria. Tot i això, en aquest punt de la batalla, encara hi havia un ampli contingent de soldats alemanys als soterranis. Els alemanys disposaven de menjar i munició, i llançaren diversos contraatacs contra les tropes soviètiques, amb lluites cos a cos dins del Reichstag i als seus voltants. Els combats continuaren fins a molt darrera hora del vespre quan les tropes alemanyes van ser expulsades de l'edifici i van retirar-se cap al nord. Durant el mateix temps, uns 300 dels darrers combatents alemanys es rendiren. Uns 200 defensors alemanys estaven morts i 500 estaven ferits als soterranis, molts d'ells des d'abans que s'iniciés l'assalt final. Finalment, l'Exèrcit Roig controlà completament l'edifici el 2 de maig. La famosa fotografia d'un soldat onejant la bandera roja al sostre de l'edifici només és una foto de propaganda, feta un cop l'edifici ja havia estat capturat. Tanmateix, ja s'havia hissat una altra bandera enmig de la lluita; i pels soviètics, aquella fotografia esdevingué el símbol de la seva victòria, demostrant que la Batalla de Berlín, així com totes les hostilitats al Front Oriental, havia finalitzat amb una victòria soviètica total. Com el Ministre de l'Interior Zincenko havia dit en la seva ordre al comandant de batalló Neustroiev, ... l'Alt Comandament Suprem... i tot el Poble Soviètic us ordenen erigiu la Bandera de la Victòria al sostre més alt de Berlín.

### Batalla pel centre

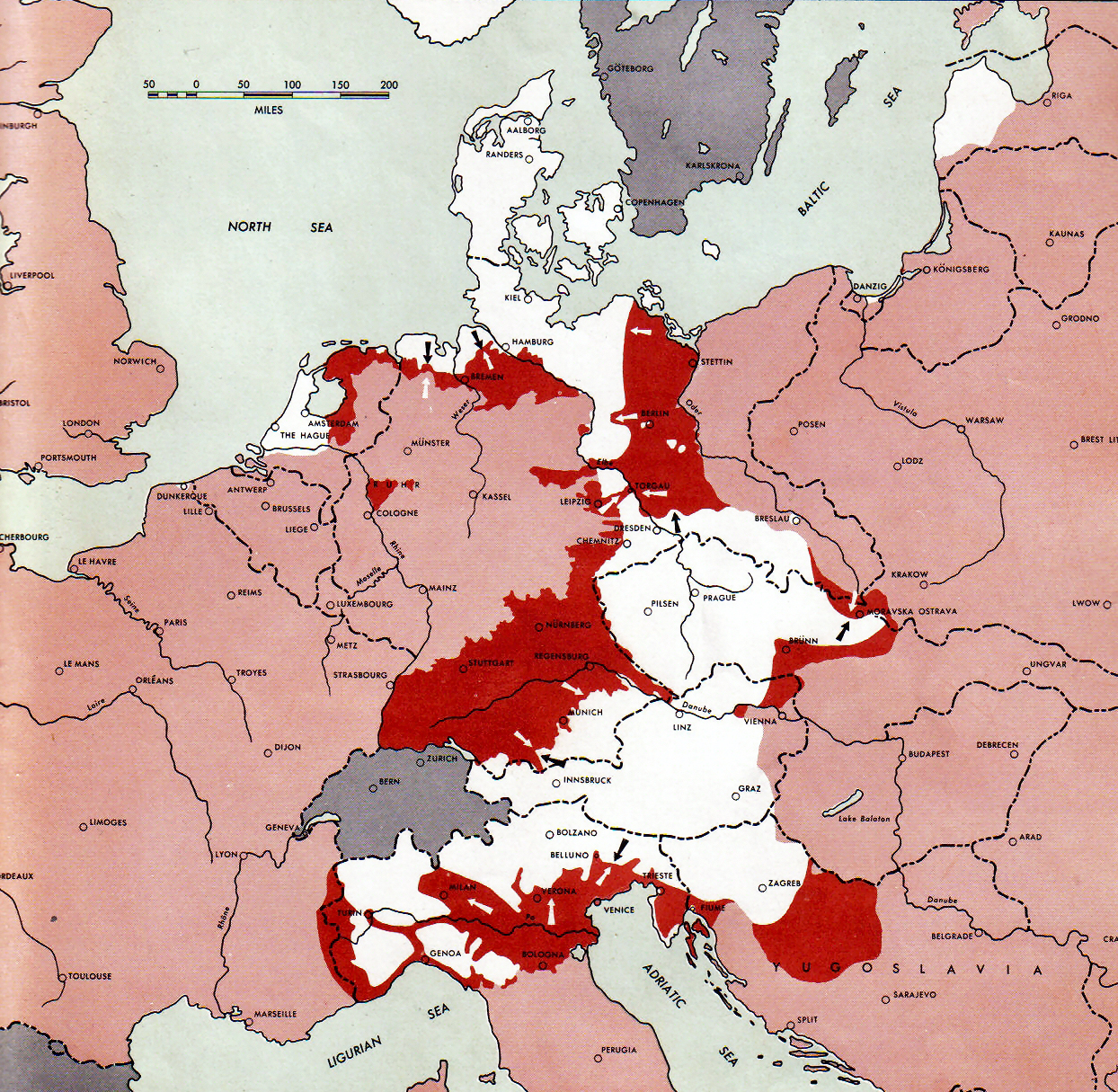
Les línies del front l'1 de maig

Al matí del 30 d'abril, Weidling informà personalment a Hitler que els defensors de Berlín probablement esgotarien la munició durant la nit. Hitler li permeté intentar de fer una sortida a través de les línies de l'Exèrcit Roig que els encerclaven. Aquell vespre, Hitler i Eva Braum es van suïcidar, i els seus cossos es van incinerar als afores del búnquer. D'acord amb el testament de Hitler, el Großadmiral Karl Dönitz era nomenat President d'Alemanya (Reichspräsident) al Govern de Flensburg, i Joseph Goebbels esdevenia Canceller (Reichskanzler).
A mesura que el perímetre s'estrenyia i els defensors queien, s'anaven concentrant en una petita zona al centre de la ciutat. En aquells moments eren uns 10.000 soldats alemanys que eren assaltats per tots els costats. Una de les principals amenaces era a la Wilhelmstrasse, on el Ministeri de l'Aire estava ser bombardejat sense pietat per l'artilleria soviètica. La resta de tancs Tiger del batalló de Hermann von Salza va ocupar posicions al Tiergarten per defensar el centre contra el 3r Exèrcit de Xoc de Kutznetsov (que es trobava lluitant al voltant del Reichstag i també estava circunvalant la zona per avançar pel nord de Tiergarden) i el 8è Exèrcit de la Guàrdia, que avançava pel sud de Tiergarten. Aquestes unitats soviètiques havien partit les línies soviètiques i dificultaven encara més qualsevol temptativa de fugida cap a l'oest per a les tropes alemanyes al centre.
Cap a les 04:00 de l'1 de maig, Krebs parlà amb el General Txuikov, comandant del 8è Exèrcit de la Guàrdia, informant-lo de la mort de Hitler i de l'esperança de negociar la rendició de la ciutat. Tanmateix, no van poder arribar a cap acord definitiu donada la insistència soviètica d'una rendició incondicional i de què Krebs afirmava que no tenia autoritat per acordar-ho. Al vespre, Goebbels (que estava en contra de la rendició) i la seva dona es van matar, després d'assassinar els seus fills. El suïcidi de Goebbels representà que el darrer impediment que tenia Weidling per acceptar els termes de la rendició incondicional de la guarnició s'havia esvaït, però preferí retardar-la fins l'endemà al matí per donar algun temps durant la foscor per intentar la sortida.

### Ruptura i rendició
La nit de l'1 al 2 de maig, gran part de les restes de la guarnició de Berlín va intentar fugir de la ciutat en 3 direccions. Només aquells que van dirigir-se cap a l'oest a través del Tiegarten i travessant el Charlottenbrücke van tenir èxit en superar les línies soviètiques. Tanmateix, només un grapat va sobreviure per arribar fins a les línies americanes, molts d'ells sent capturats o abatuts pels soviètics.
A primera hora del matí del 2 de maig, els soviètics van capturar la Cancelleria del Reich. La major part dels combatents alemanys s'havien retirat la nit abans, i la resistència va ser molt menor que la que havia tingut lloc al Reichstag. El General Weidling es va rendir, juntament amb el seu estat major, a les 6 del matí. Va ser portat a veure al General Txuikov a les 8:23. Weidling acordà ordenar als defensors de la ciutat a rendir-se als soviètics. Davant del General Txuikov, i d'acord amb les indicacions de Vassili Sokolovski, Weidling ordenà per escrit la rendició.
Encara hi va haver algun combat esporàdic en alguns edificis aïllats, on alguns membres de les SS es negaven a rendir-se. En aquests casos, els soviètics simplement reduïen l'edifici a runes. A partir d'aquell moment, els soviètics van anar casa per casa agafant presoner a tothom que portés uniforme, incloent-hi els bombers i els ferroviaris, enviant-los cap a l'est com a presoners de guerra; mentre que la població civil mostraven el seu agraïment per rebre menjar dels soviètics.

## La batalla als afores de Berlín
Cap al 28 o 29 d'abril, el General Gotthard Heinrici, Comandant en Cap del Grup d'Exèrcits Vístula va ser rellevat del seu comandament després de desobeir les ordres directes de Hitler de mantenir Berlín a qualsevol cost i sense permetre mai cap retirada. Com a resultat, va ser substituït pel General Student. El General Kurt von Tippelskirch va ser nomenat substitut interí de Heinrici fins que Student pogués arribar i assumir el control de la situació. Independentment que fos Tippelskirch o Student qui estigués al capdavant del Grup d'Exèrcits Vístula, el ràpid deteriorament de la situació va fer que la coordinació dels exèrcits del Grup fos insignificant durant els darrers dies de la guerra.
El vespre del 29 d'abril, Krebs contactà amb el general Alfred Jodl per ràdio: Necessitem informació immediata: Primerament sobre l'estat de la punta de llança de Wenck. En segon lloc quan es preveu atacar. Tercer, la localització del IX Exèrcit. Quart, el lloc precís per on atacarà el IX Exèrcit. Quint, l'estat de la punta de llança del general Rudolf Holste.
A primera hora del matí del 30 d'abril, Jodl respongué a Krebs: Primer, la punta de llança de Wenk ha caigut al sud del llac Schwielow. Segon, el XII Exèrcit és incapaç de continuar l'avanç cap a Berlín. Tercer, el gruix del IX està envoltat. Quart, el Cos Holste està a la defensiva.

### La batalla al nord de Berlín
Metre que el 1r Front Belarus i el 1r Front Ucraïnès encerclaven Berlín i començaven la batalla a la mateixa ciutat, el 2n Front Belarús de Rokossovski inicià el seu atac cap al nord de Berlín. El 20 de maig atacà el flanc nord del Grup d'Exèrcits Vístula entre Stettin i Schwedt. Pel 22, ja havien aconseguit establir un cap de pont la riba est de l'Order que tenia una fondària de 15 km i es trobava combatent amb el III Exèrcit Panzer.
El 25 d'abril, el 2n Front Belarús trencà les línies del III Exèrcit Pazner al sud de Stettin i travessà Randowbruch. Des d'aquell moment, tenia una completa llibertat per moure's cap a l'oest, per enllaçar amb el 21è Grup d'Exèrcits britànic de Montgomery, així com per dirigir-se cap al nord, al port bàltic de Stralsund.
El III Exèrcit Panzer i el XXI Exèrcit, situat al nord de Berlín, es retiraven cap a l'oest donada la pressió del Front de Rokossovski, acabant en una bossa de 32 km d'ample, situat entre l'Elba i la costa. A l'oest tenien el 21è Grup britànic (que l'1 de maig superà el seu cap de pont a l'Elba i es dirigí a correcuita cap a la costa capturant Wismar i Lübeck), i a l'est estava el 2n Front Belarús i al sud estava el Novè Exèrcit americà, que havia arribat fins a Ludwigslust i a Schwerin.

### La Batalla al sud de Berlín

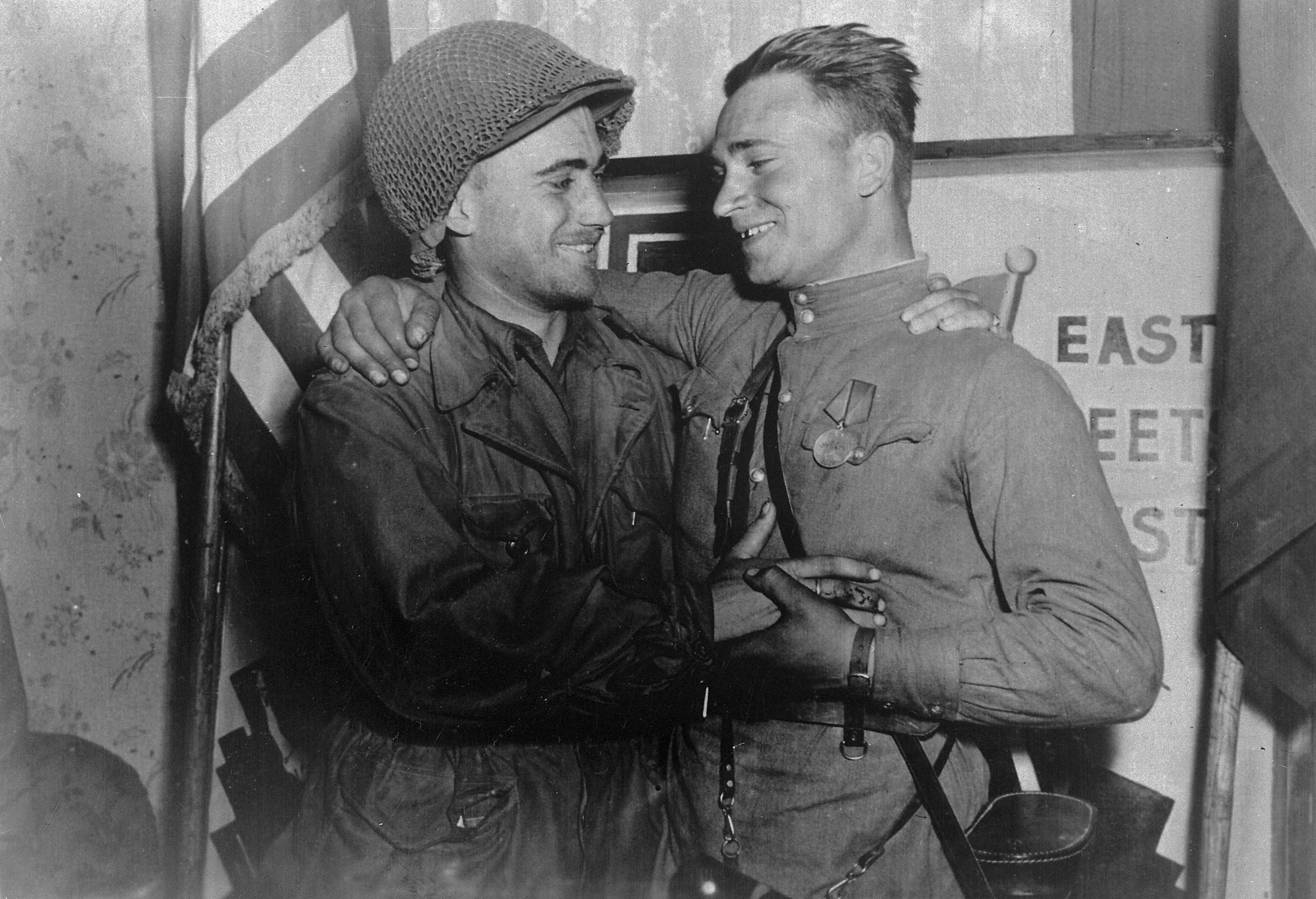
El tinent de 2a William Robertson, Exèrcit americà, i el Tinent Alexander Silvaixko, Exèrcit Roig, representen "l'Est es troba amb l'Oest", simbolitzant la trobada històrica dels exèrcits soviètic i americà, prop de Torgau, Alemanya.

Els èxits del 1r Front Ucraïnès durant els primers 9 dies de batalla representà que, pel 25 d'abril ocupaven una vasta zona al sud i al sud-oest de Berlín. Les seves puntes de llança havien trobat unitats del 1r Front de Belarús a l'oest de Berlín, completant el setge de la ciutat.
Aquell mateix dia, unitats de la 58a Divisió de la Guàrdia del 5è Exèrcit de la Guàrdia establiren contacte amb la 69a Divisió d'Infanteria del 1r Exèrcit americà prop de Torgau, a l'Elba.
Aquestes maniobres havien trencat les forces alemanyes al sud de Berlín en 3 parts: el IX Exèrcit es trobava cercat a la Bossa de Halbe; el XII Exèrcit de Wenck, obeint les ordres de Hitler de 22 d'abril, provava d'arribar fins a Berlín, però es trobà amb resistència d'unitats del 1r Front d'Ucraïna a la zona de Potsdam. El Grup d'Exèrcits Centre de Schörner va haver de retirar-se de Berlín a través de les seves línies de comunicació cap a Txecoslovàquia.
Entre el 24 d'abril i l'1 de maig, el IX Exèrcit portà a terme una acció desesperada per trencar la bossa en un intent d'enllaçar amb el XII Exèrcit. Hitler assumia que, després de l'èxit trencant la bossa, ambdós exèrcits podrien combinar les forces i serien capaços d'alliberar Berlín. Tanmateix, no hi ha cap prova que suggerís que els General Heinrici, Busse o Wenck pensessin que això fos remotament possible, però el permís de Hitler perquè el IX Exèrcit pogués trencar les línies soviètiques oferia una esperança perquè les tropes poguessin fugir cap a l'oest i rendir-se a l'exèrcit americà.
A l'albada del 28 d'abril, les divisions Clausewitz, Scharnhorst and Theodor Körner van atacar des del sud-est direcció Berlín. Formaven part del XX Cos, i estaven formades per homes reclutats de les escoles de preparació d'oficials, convertint-les en algunes de les millors unitats que els alemanys tenien en reserva. Van cobrir una distància d'uns 24 km, abans de ser aturats al llac Schwielow, al sud-oest de Potsdam, i encara a 32 km de Berlín.
El 28 d'abril, el General Krebs, cap de l'estat major general va fer la seva darrera trucada des del Führerbunker. Trucà al mariscal Keitel al nou quarter general suprem a Fuersenberg. Krebs va dir a Keitel que, o bé eren rellevats en 48 hores o tot estaria perdut. Sota la pressió, Keitel li va prometre que exerciria la màxima pressió sobre els generals Wenck i Busse perquè s'afanyessin en els intents d'alliberar Berlín.
La nit del 28 d'abril, el General Wenk informà a Fuestenberg que el XII Exèrcit es veia obligat a retirar-se per tot el front. D'acord amb Wenck, no era possible realitzar cap atac sobre Berlín. Això era més del que podia oferir l'IX Cos en aquells moments.
Sobre uns 25.000 alemanys del IX Exèrcit, juntament amb milers de civils, intentaven arribar a les línies del XII Exèrcit després de fugir de la bossa del Halbe. Les baixes en ambdós costats eren molt altes. Sobre uns 20.000 soldats de l'Exèrcit Roig van morir mentre que intentaven segellar la ruptura, molts dels quals estan enterrats en un cementiri proper a la carretera Mark-Zossen. No està confirmada la xifra de civils morts, però la xifra podria ser superior a 10.000.
Havent fracassat en la seva missió d'arribar a Berlín, el XII exèrcit de Wenck es retirà lluitant cap a l'Elba i les línies americanes, després de proveir als supervivents del IX Exèrcit d'elements de transport. Pel 6 de maig, moltes unitats de l'exèrcit alemany havien travessat l'Elba i es rendien al Novè Exèrcit americà. Mentrestant, el cap de pont del XII Exèrcit, amb el seu quarter general al parc de Schönhausen, es trobava sota un bombardeig de l'artilleria soviètica, i havia quedat enclavat en una zona de 8 per 2 km.

### Rendició
La nit del 2/3 de maig, el General Hasso von Manteuffel, comandant del III Exèrcit Panzer, juntament amb el General Kurt von Tippelskirch, comandant del XXI Exèrcit, es van rendir a l'exèrcit americà. El II Exèrcit de von Saucken, que havia estat lluitant al delta del Vístula, es rendí a l'Exèrcit Roig el 9 de maig.
Al matí del 7 de maig, el perímetre del cap de pont XII Exèrcit de Wenk començà a caure. Wenk travessà l'Elba sota foc d'armes petites al vespre i es rendí al Novè Exèrcit americà. Aquells que no van travessar l'Elba es van rendir als soviètics.

## Després de la batalla

Dones berlineses fent la bugada al carrer

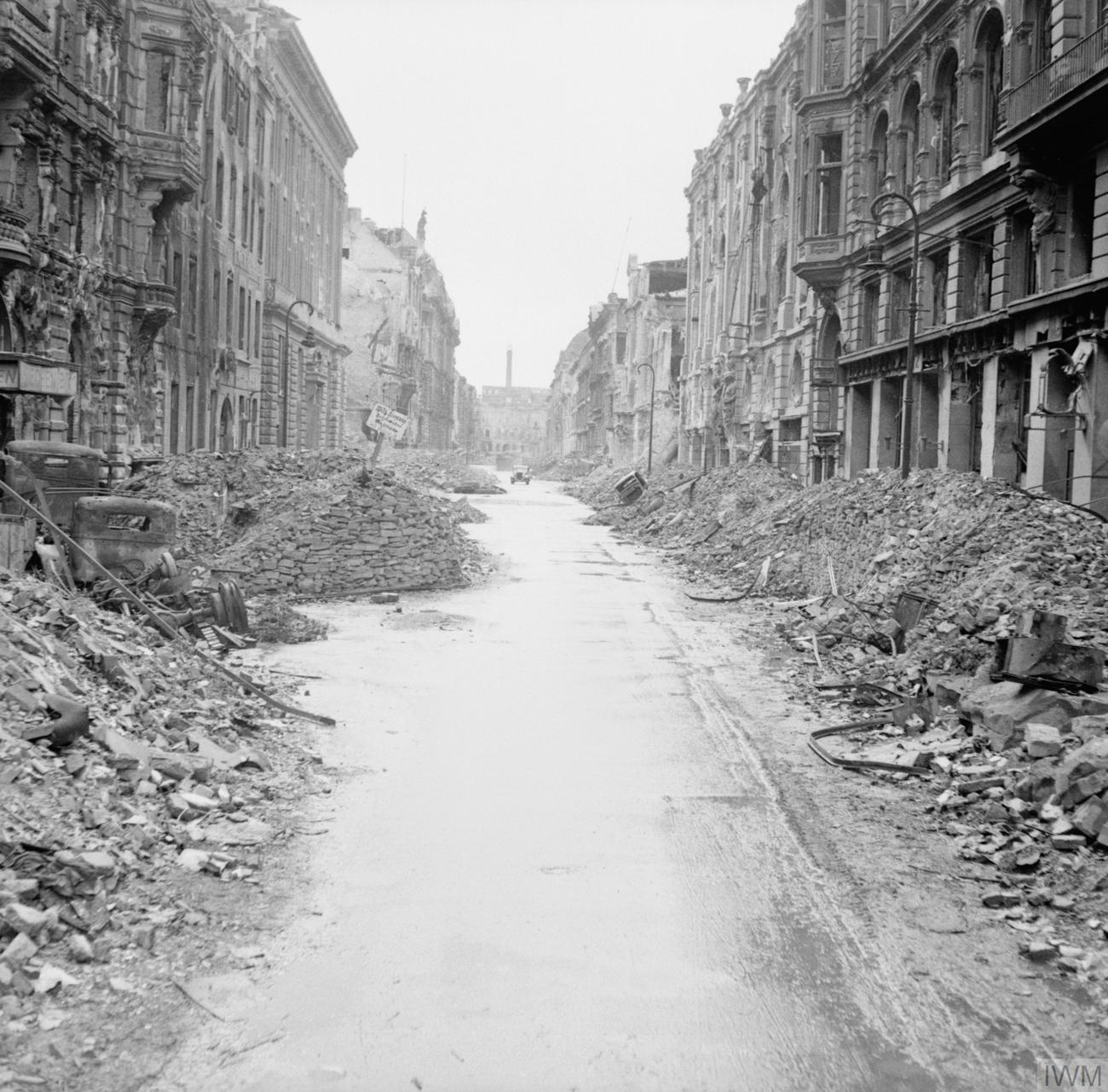
Un carrer devastat al centre de la ciutat, 3 de juliol de 1945

D'acord amb el treball de Grigori Krivoixeev, basant-se en el material desclassificat, els soviètics van tenir entre 20.000 i 25.000 morts en la lluita per la conquesta de Berlín, i 81.116 en tota l'operació (que inclou les batalles dels Turons Seelow i del Halbe), si bé hi ha estimacions que donen una xifra més alta. Durant el mateix període s'informà de 280.251 homes ferits o malalts. En aquest total hi ha incloses les forces poloneses, que van tenir 2.825 mots i desapareguts i 6.067 ferits en l'operació. A més va tenir un cost d'uns 2.000 vehicles blindats. Les estimacions soviètiques inicials estimaven uns 458.020 alemanys morts i 479.298 capturat. La xifra de civils morts és desconeguda, però s'estima que uns 125.000 civils van morir durant tota l'operació.
En aquelles zones que els soviètics capturaren i abans de la lluita al centre de la ciutat s'hagués detingut, les autoritats soviètiques prengueren mesures per començar a restaurar els serveis essencials. Gairebé tots els transports havien quedat inoperatius, i les clavegueres bombardejades havien contaminat l'aigua de la ciutat. Els soviètics nomenaren comandants alemanys per cada illa de la ciutat, i organitzaren la neteja. A més, l'Exèrcit Roig va haver de fer un gran esforç per alimentar als berlinesos.: molts alemanys, civils i militars, estaven agraïts per rebre menjar a les cuines de l'Exèrcit Roig, que començà segons les ordres del General Berzarin. Després de la capitulació, els soviètics començaren a detenir a tot aquell vestit d'uniforme, incloent-hi bombers i ferroviaris.
Tanmateix, durant i en els dies que seguiren immediatament l'assalt, en moltes zones de la ciutat, unes venjatives tropes soviètiques (sovint tropes de reraguada), van violar unes 100.000 dones i van assassinar civils durant setmanes (veure Atrocitats de l'Exèrcit Roig). El caos inicial tot just finalitzar la batalla va trigar a poder-se controlar. Alguns oficials van haver de disparar a les seves pròpies tropes. Després de l'estiu de 1945, les autoritats soviètiques van fer tornar la disciplina entre les seves tropes, i els soldats enganxats saquejant eren normalment castigats. Tanmateix, Berlín havia patit escassetat de menjar durant mesos, degut als bombardeigs aliats i exacerbat per l'assalt sobre la ciutat. Malgrat els seriosos esforços soviètics per portar menjar i reconstruir la ciutat, la fam seguí sent un problema. Quan els americans van arribar al seu sector al juny de 1945, un mes després de la batalla, es van trobar que la ingesta calòrica dels berlinesos era només d'un 64% de la ració de 1.240 calories per dia. A més, per tota la ciutat, prop d'un milió de persones estava sense llar.

## Altres batalles de Berlín
Parla també de "Batalla de Berlín", la campanya de bombardeig sobre Berlín per la RAF entre el novembre de 1943 i el març de 1944.

## Galeria d'imatges

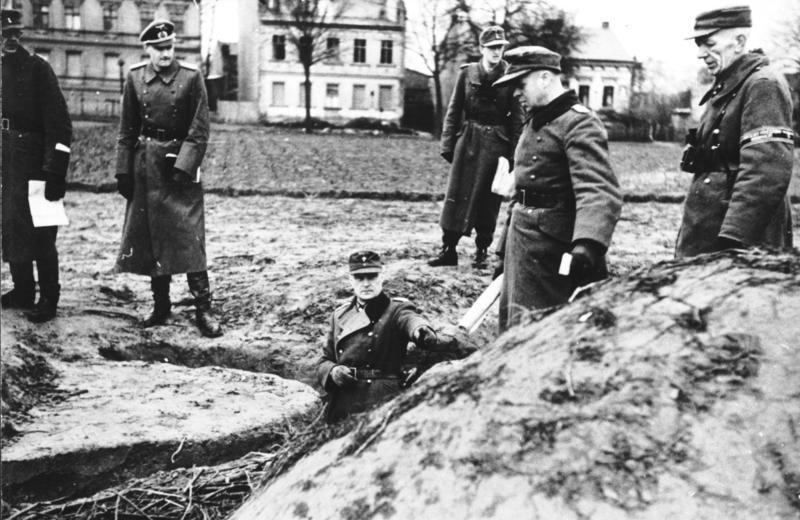
El  Generalleutnant  Hellmuth Reymann inspecciona un enclavament de metralladores amb soldats i comandaments del Volkssturm
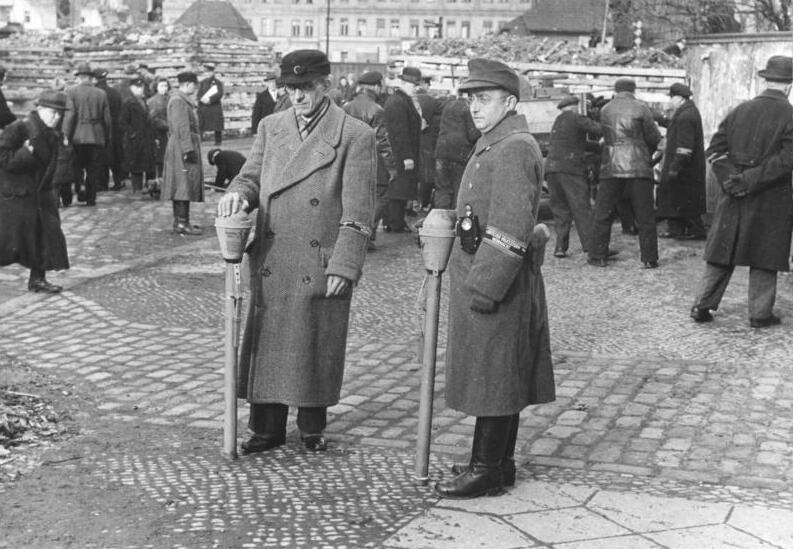
Membres del Volkssturm, armats amb Panzerfäusten
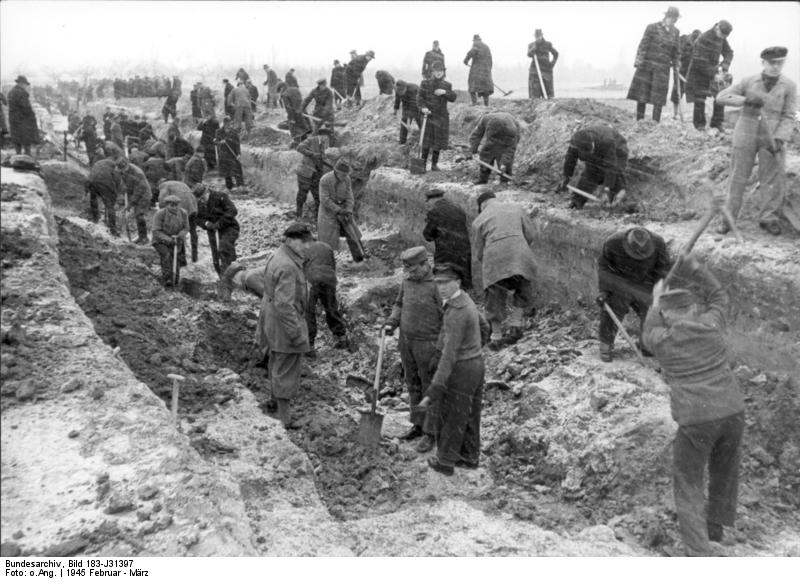
Berlinesos cavant trinxeres.
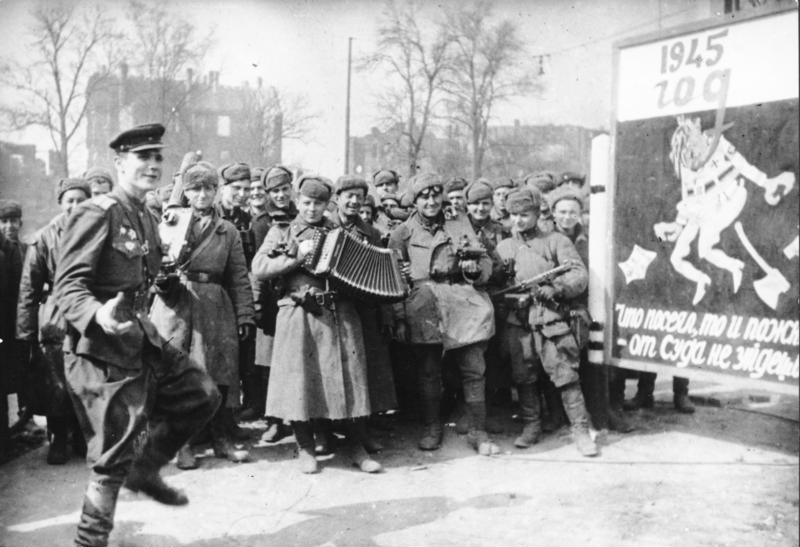
Soldats de l'Exèrcit Roig celebren la victòria
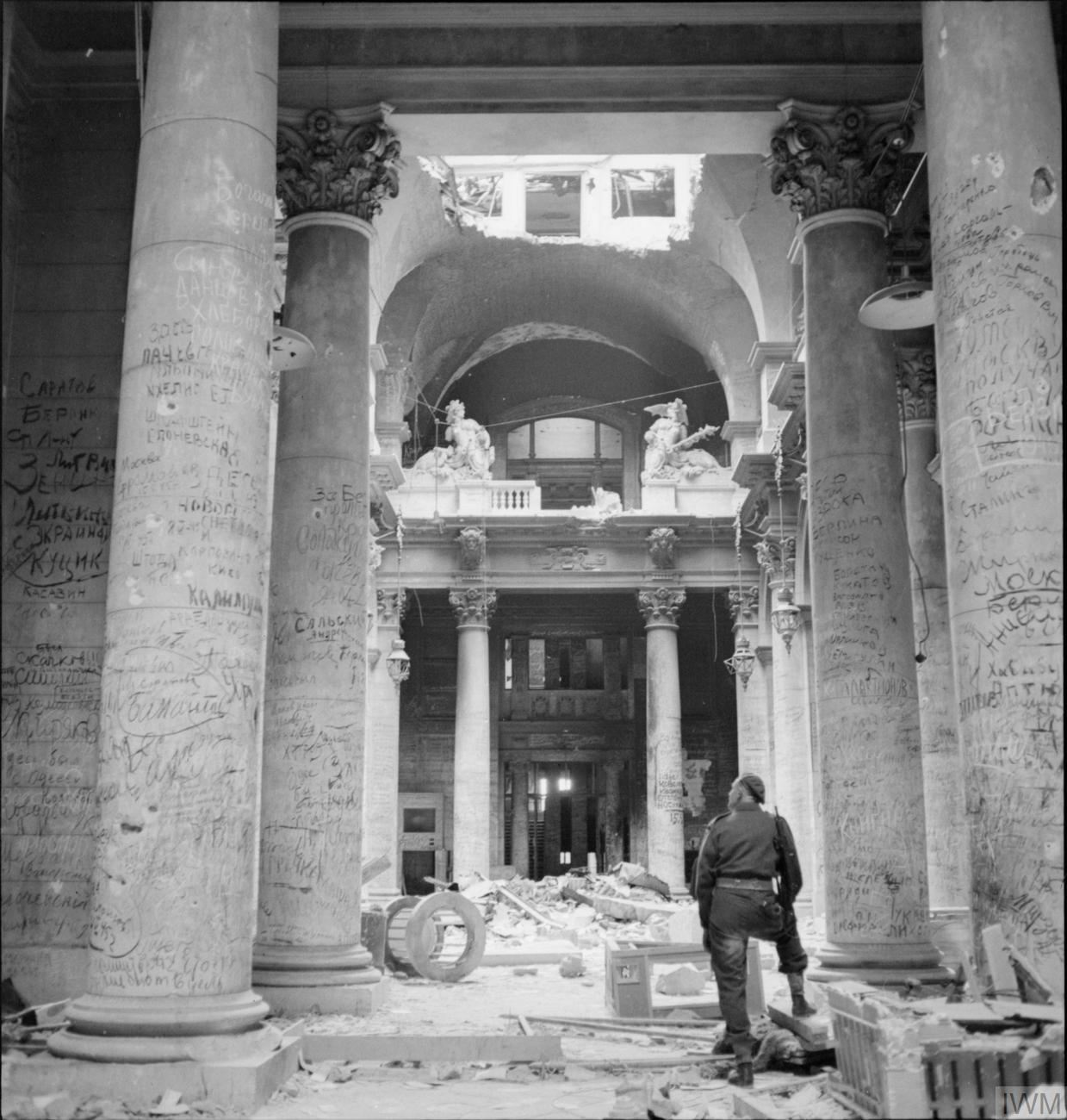
El Reichstag, ple de guixades

## Vegeu també

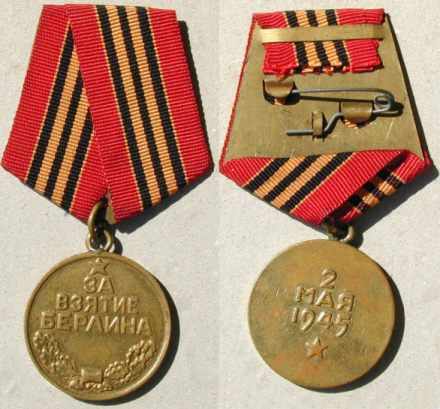
Medalla soviètica de la captura de Berlín